# باول دي رولف
باول دي رولف (بالإنجليزية: Paul De Rolf)‏ هو مصمم رقص أمريكي، ولد في 6 ديسمبر 1942، وتوفي في 22 يونيو 2017.

## وصلات خارجية
- باول دي رولف على موقع IMDb (الإنجليزية)
- باول دي رولف على موقع قاعدة بيانات الفيلم (الإنجليزية)